# علي أومليل
علي أومليل (مواليد 25 ديسمبر 1940) فيلسوف ومفكر وناشط حقوقي ودبلوماسي وسياسي مغربي.

## النشأة والتعليم
ولد أومليل في مدينة القنيطرة بالمغرب عام 1940. دخل جامعة القاهرة عام 1955 ليحصل على بكالوريوس الفلسفة عام 1960. ثم التحق بجامعة السوربون، ليحصل منها على شهادة الدكتوراه سنة 1977 حول منهجية ابن خلدون، بإشراف الباحث الفرنسي روجر أرنالديز.

## مسيرته

### حقوق الإنسان
بدأ أومليل عام 1962 كأستاذ مساعد في الفكر العربي المعاصر بجامعة محمد الخامس بالرباط، المغرب. في عام 1979، شارك أمليل في تأسيس الجمعية المغربية لحقوق الإنسان بالرباط، والتي ترأسها حتى عام 1985. شارك أيضا في تأسيس المنظمة المغربية لحقوق الإنسان في عام 1988، وشغل منصب رئيس مجلس إدارتها يسن 1990 و1993. كما كان أحد مؤسسي وعضو مجلس إدارة اللجنة التنفيذية للمعهد العربي لحقوق الإنسان في تونس من 1986 إلى 1994. بين 1997 و1999، ترأس أومليل المنظمة العربية لحقوق الإنسان في القاهرة.

### منتدى الفكر العربي
في عام 1992، تم انتخاب علي أومليل أمينًا عامًا لمجلس أمناء منتدى الفكر العربي. وهي مؤسسة فكرية عربية كان يرأسها ولي عهد الأردن السابق الأمير حسن بن طلال، ومقرها عمان بالأردن. المركز مكرس لتعزيز التعاون بين الدول العربية والدول من جميع أنحاء العالم، فضلا عن تعزيز الحوار بين النخب الفكرية وصناع القرار من خلال الدراسات والندوات الدولية وورش العمل. يعالج المركز قضايا تتعلق بالتعليم والاقتصاد والتنمية البشرية والديمقراطية. شغل علي أومليل منصب الأمين العام لها لمدة 4 سنوات.

### الدبلوماسية
في عام 2000، تم تعيين علي أومليل سفيراً فوق العادة مفوضاً لدى جمهورية مصر العربية، حيث خدم لمدة 4 سنوات حتى عام 2004. خلال فترة عمله في مصر، شغل أومليل بالتزامن منصب سفير المغرب لدى جامعة الدول العربية. عند نهاية فترة عمله سفيرا للمغرب في مصر، تم تعيين أومليل سفيراً فوق العادة مفوضاً لدى الجمهورية اللبنانية، حيث عمل من سبتمبر 2004 إلى أكتوبر 2016.

## الندوات
شارك أومليل في العديد من الأحداث، بما في ذلك ندوة نظمت في عام 2002 في القاهرة، تحت شعار علي أومليل والفكر السياسي العربي، مع مشاركين من مصر وسوريا ولبنان وتونس والأردن والمغرب.

## أعماله

### بالعربية
- 1979: «الخطاب التاريخي؛ دراسة لمنهجية ابن خلدون»
- 1985: «الإصلاحية العربية والدولة الوطنية»
- 1988: «في التراث والتجاور»
- 1990: «في شرعية الاختلاف»
- 1996: «السلطة الثقافية والسلطة السياسية»
- 1998: «مواقف الفكر العربي من التغيرات الدولية: الديمقراطية والعولمة»
- 2005: «سؤال الثقافة العربية في عالم متحول»
- 2013: «أفكار مهاجرة»
- 2016: «مرايا الذاكرة»

### بالفرنسية
- 1982: "L’Histoire et son Discours"
- 1990: "Islam et Etat National"